# Ahsha Rolle
Ahsha Dominique Rolle (ur. 21 marca 1985 w Miami) – amerykańska tenisistka; od 2004 o statusie profesjonalnym.
Jest zawodniczką praworęczną, z praworęcznym backhandem. W dotychczasowej karierze wygrała trzy turnieje ITF w singlu i dziewięć w deblu. W 2007 roku zajmowała najwyższe miejsce w klasyfikacji singlowej – pozycję nr 85. W deblu była sklasyfikowana na 118. miejscu. Raz reprezentowała swój kraj w Pucharze Federacji. Jej trenerką jest Lori McNeil.
Jako profesjonalistka Ahsha zadebiutowała w 2004 podczas imprezy w Boca Raton, przegrywając w pierwszej rundzie. W pozostałych występach dochodziła do ćwierćfinałów trzech imprez ITF i zadebiutowała w WTA Tour. Sezon 2005 okazał się przełomem w karierze Amerykanki. Rok rozpoczęła na 389. miejscu. Zwycięstwa w trzech turniejach niższej rangi i debiut w Wielkim Szlemie (podczas US Open) pozwoliły jej na zakończyć rok na 175 pozycji. W 2006 nie osiągnęła wielu znaczących sukcesów oprócz wygrania mocno obsadzonego turnieju w Albuquerque. W drodze do trofeum pokonała m.in. rodaczkę Laurę Granville. W czołowej setce singlowego rankingu zagościła we wrześniu 2007 po trzeciej rundzie US Open (w pierwszym meczu pokonała Francuzkę Tatianę Golovin).

## Wygrane turnieje rangi ITF
| turnieje z pulą nagród 100 000 $ |
| turnieje z pulą nagród 75 000 $  |
| turnieje z pulą nagród 50 000 $  |
| turnieje z pulą nagród 25 000 $  |
| turnieje z pulą nagród 15 000 $  |
| turnieje z pulą nagród 10 000 $  |

|    | Data       | Turniej     | Kat. | ($)    | Naw.   | Finalistka         | Wynik    |
| 1. | 30/01/2005 | Clearwater  | ITF  | 10 000 | twarda | Anda Perianu       | 6:4, 6:3 |
| 2. | 09/10/2005 | Troy        | ITF  | 50 000 | twarda | Marija Kondratjewa | 6:1, 7:5 |
| 3. | 24/09/2006 | Albuquerque | ITF  | 75 000 | twarda | Kristina Brandi    | 6:2, 6:4 |